# Simon József (református lelkész)
Simon József (Miskolc, 1807 – Budapest, 1883. augusztus 7.) református lelkész.

## Élete
Nemes család sarja. A gimnáziumot a miskolci református líceumban végezte. 1825-ben Sárospatakon tanult mint tógátus diák. A teológia elvégzése után Miskolcon lett segédlelkész; ahonnét a boldvai egyház hívta meg lelkészének, mely állásában a felső-borsodi egyházmegye főjegyzőjének választotta. Élete vége felé a lelkészi pályától megvált és a tudományoknak élt. Nagyobb utazást tett Nyugat-Európában, Ázsiában és Afrikában. Utolsó éveiben a tavaszt és nyarat a budapesti Császárfürdőben, a telet pedig unokaöccsénél, Simon József balajti lelkésznél töltötte. Szívhűdésben hunyt el. Jelentékeny vagyonának nagy részét a boldvai református egyházra hagyta.
Cikkei a Sárospataki Füzetekben (I. 1857. A protestáns lelkész állása az egyházban, II. 1858. Egyháziasság, III. 1859. Autonomia és centralizátió, IV. 1860. Egyházi képviselet).

## Munkája
- Utazás Keleten a Suezi-csatorna megnyitása alkalmával, Olasz-, Görög- és Törökországon át Palaestinában és Egyiptomban. Budapest, 1875.

### Kéziratban
Nyugot-európai utazása (unokaöccsénél, S. József balajti ref. lelkésznél), ahol olajfestésű arcképe is megvan, melyet sógora, Vancza Mihály festett.